# Aimerleu
Aimerleu (Aimerlau, Aimerliu) ist eine osttimoresische Aldeia im Suco Leolima (Verwaltungsamt Hato-Udo, Gemeinde Ainaro). 2015 lebten in der Aldeia 1938 Menschen.

## Geographie
Die Aldeia Aimerleu liegt in der westlichen Mitte von Leolima. Nördlich befindet sich die Aldeia Dausur,  südöstlich die Aldeia Hutseo und südlich die Aldeia Lesse. Im Westen grenzt Aimerleu an den Suco Suro-Craic (Verwaltungsamt Ainaro). Die Grenze bildet der Fluss Belulik.
Den Osten von Aimerleu durchquert die südliche Küstenstraße Osttimors, die hier etwas landeinwärts verläuft. An ihr liegt die Siedlung Aimerleu, die Teil des Siedlungszentrums von Hato-Udo ist.

## Geschichte
1989 versteckte Lorenço Magno in Aimerleu Ma'huno Bulerek Karathayano, den späteren Kommandeur der Forças Armadas de Libertação Nacional de Timor-Leste (FALINTIL), im Garten hinter seinem Haus.

## Politik
2023 wurde Tito Magno zum Chefe de Aldeia gewählt.